# The Gathering (Infected Mushroom)
The Gathering è l'album di debutto del gruppo musicale israeliano Infected Mushroom pubblicato nel marzo 1999 da MRL.

## Il disco
Il disco, composto da nove tracce tutte scritte dal gruppo stesso, è di genere trance e contiene all'interno dei brani inclusi nell'album diversi campionamenti tratti anche da dialoghi di pellicole cinematografiche; Release Me contiene il dialogo presente nel primo minuto del film Independence Day, The Gathering contiene un campionamento tratto dal gioco per computer Grand Theft Auto.
Return of the Shadows contiene un campionamento dal film del 1991 Star Trek VI: The Undiscovered Country, Psycho contiene campioni dai film del 1997, Batman & Robin e Star Trek: First Contact, Tommy the Bat è composto da campionamenti tratti dal brano dei Primus Tommy the Cat e dal film del 1996 L'isola perduta, da cui ne è stato tratto un secondo anche per Over Mode.

## Tracce
CD (BNE 93559)
Testi e musiche di Infected Mushroom.
1. Release Me – 8:28
2. The Gathering – 7:43
3. Return of the Shadows – 8:13
4. Blue Muppet – 8:08
5. Psycho – 8:38
6. Montoya Remix – 8:20
7. Tommy the Bat – 7:29
8. Virtual Voyage – 8:24
9. Over Mode – 8:35

Durata totale: 73:58